# 더 유닛

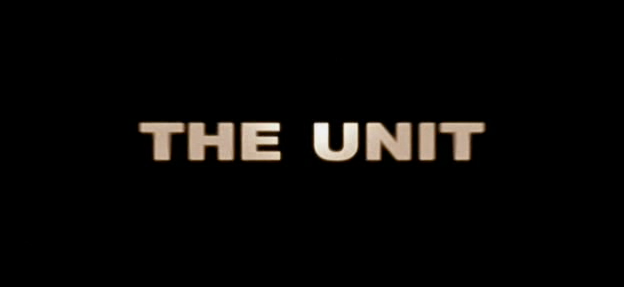

《더 유닛》(The Unit 디 유닛[*])은 미군 특수 부대(델타 포스)와 그들의 가정사를 다룬 미국 CBS의 액션 드라마이다. 원작은 《Inside Delta Force》 (ISBN 0-440-23733-5)이다.

## 등장하는 무기들
- 시즌 1 에피소드 1 : 테러리스트들이 사용하는 기관단총은 우지 기관단총이다.
- 시즌 1 에피소드 2 : 도입부 실내전 장면에서는 M4A1 카빈, AKM이 등장한다. 아프리카 세렝게티 평원에서 조나스 블레인과 헥터 윌리엄스는 FN FAL, 맥 게르하르트는 MSG 90, 찰스 그레이는 SIG 552를 사용한다. 아프리카 군인들은 AKM, PKM 기관총을 사용한다.
- 시즌 1 에피소드 3 : 실내전 훈련시 사용하는 기관단총은 헤클러&코흐 MP5이다. 밥 브라운이 사격 훈련 시 사용하는 권총은 글록이다. 인도네시아 무장 세력은 M1 카빈, SKS, 탈착식 탄창 사용 SKS 변형(중국 63식 소총 등은 탈착식 탄창을 사용하는 SKS 변형이다) 등을 사용한다. 인도네시아에서 조나스 블레인은 헤클러&코흐 MP5를 사용한다.
- 시즌 1 에피소드 7 : 탈레반 반군이 사용하는 기관총은 DShK. 밥 브라운 및 브라보 팀 저격수의 저격총은 SR-25로 추정된다. 다른 특수 부대원들의 무장은 M4A1 카빈이다.
- 시즌 1 에피소드 9 : 초반부 브라질 군인들은 M16A2로 무장했다. 조나스 블레인은 SAM-R(Squad Advanced Marksman Rifle) 또는 United States Navy Mark 12 Mod X Special Purpose Rifle을 사용하는 것으로 추정된다. 다른 부대원들은 M4A1 카빈으로 무장했다. 브라질 범죄 조직은 헤클러&코흐 G3, FN FAL, AKM 등으로 무장했다.
- 시즌 1 에피소드 13 : 보스니아/세르비아 국경 마을에서 찰스 그레이는 헤클러&코흐 G36C, 나머지 대원들은 SIG 552를 사용한다. 르끌레르 및 대다수 프랑스 군인들은 FAMAS를 사용하며, 험비의 기관총은 FN MAG이다.
- 시즌 2 에피소드 1 : 찰스 그레이 및 헥터 윌리엄스는 MP5K로, 조나스 블레인은 M4A1 카빈으로 무장했다.
- 시즌 2 에피소드 2 : 조나스 블레인은 FN F2000 Tactical, 맥 게르하르트는 MP5K를 사용한다.
- 시즌 2 에피소드 3 : 도입부에서 밥 브라운은 M4 카빈을, 훈련병들은 M16A4를 사용한다. 파라과이/브라질/아르헨티나 국경 마을에서 대원들은 SDM-R(United States Army Squad Designated Marksman Rifle) 혹은 M16A4를 사용하는 것으로 추정된다. 도버는 M4A1을, 적 저격수는 드라구노프 저격총을 사용한다.
- 시즌 2 에피소드 6 (Old Home Week) : 밥 브라운은 슈타이어 SPP, 조나스 블레인과 찰스 그레이는 베레타 PM12S를 사용한다.
- 시즌 2 에피소드 9 (Report by Exception) : 밥 브라운은 MP5K, 맥 게르하르트와 찰스 그레이는 MP5SD로 무장했다.
- 시즌 2 에피소드 10 : Paval Zjhokar는 드라구노프 저격총으로, 밥 브라운과 맥 게르하르트는 M4A1으로 무장했다.
- 시즌 2 에피소드 13 : 킴 브라운은 헤클러&코흐 MP5K를 사용한다. 조나스를 포함한 대원들은 M4 카빈으로 무장한다.
- 시즌 2 에피소드 14 : 맥 게르하르트가 사용하는 권총은 콜트 M1911이다.
- 시즌 2 에피소드 17 : 도입부에서 찰스 그레이는 MP5SD, 나머지 부대원들은 M4A1, 마을 사람들은 AK-47과 리엔필드를 사용한다. 험비의 기관총은 M2 기관총이다. 임시 기지 부대원들은 대부분 M16A2/A4, 유탄 발사기 사수는 M203 유탄발사기, 웰레스와 베일리는 M4 카빈을 사용하며, 기지의 기관총은 M240이다. 헥터와 밥 브라운이 사용하는 저격총은 체이텍 M200이다. 조나스는 전투 마지막 부분에서 RPG-7을 사용한다.
- 시즌 2 에피소드 18 : 그레이가 사용하는 권총은 발터 PPK로 추정된다. 이스라엘 군은 M4 카빈과 M16A1을 사용한다.
- 시즌 2 에피소드 20 : 테러리스트들은 SKS를 사용한다.
- 시즌 2 에피소드 21 : 맥 게르하르트가 사격 훈련 시 사용하는 권총은 콜트 M1911이다. 밥 브라운이 사용하는 권총은 발터 PPK로 추정된다. 조나스 블레인이 사용하는 권총은 M1911 권총이다.
- 시즌 2 에피소드 22 : 도입부 자동차 안에서 맥 게르하르트가 가지고 있는 권총은 베레타 92이다. 태국 왕자의 경호원들은 MP5K를 사용한다. 태국 공주가 사용하는 권총은 발터 PPK로 추정된다. 조나스 블레인은 M4A1을 사용한다.
- 시즌 2 에피소드 23 : 조나스 블레인과 찰스 그레이는 HK416을 사용한다. (총열 덮개, 가스 블록, 조정간 부분의 그림과 몸통의 흰색 마크들로 식별 가능) 조나스 블레인이 부인에게 주는 권총은 발터 PPK로 추정된다.

## 상세정보
시즌 1(방송날짜: 2006.03.07 - 2006.05.16)
방송편수 : 13부작
시즌 2(방송날짜: 2006.09.25 - 2007.05.08)
방송편수 : 23부작
시즌 3(방송날짜: 2007.09.25 - 2007.12.18)
방송편수 : 11부작
시즌 4(방송날짜: 2008.09.28 - 2009.05.10)
방송편수 : 22부작

## 같이 보기
- 얼티밋 포스
- 씰 팀